# Fátima, Querétaro Arteaga
Fátima är en ort i Mexiko.   Den ligger i kommunen Tequisquiapan och delstaten Querétaro Arteaga, i den centrala delen av landet, 150 km nordväst om huvudstaden Mexico City. Fátima ligger 1 910 meter över havet och antalet invånare är 136.
Terrängen runt Fátima är platt åt nordost, men åt sydväst är den kuperad. Runt Fátima är det ganska tätbefolkat, med 129 invånare per kvadratkilometer. Närmaste större samhälle är Tequisquiapan, 6,5 km sydost om Fátima. Omgivningarna runt Fátima är en mosaik av jordbruksmark och naturlig växtlighet.